# Absent Lovers: Live in Montreal
Absent Lovers: Live in Montreal — концертний альбом британського гурту King Crimson, випущений 23 червня 1998 року на лейблі Discipline Global Mobile.

## Композиції
1. Entry of the Crims — 6:27
2. Larks' Tongues in Aspic (Part III) — 5:05
3. Thela Hun Ginjeet — 7:07
4. Red — 5:49
5. Matte Kudasai — 3:45
6. Industry — 7:31
7. Dig Me — 3:59
8. Three of a Perfect Pair — 4:30
9. Indiscipline — 8:14
10. Sartori in Tangier — 4:40
11. Frame by Frame — 3:57
12. Man With an Open Heart — 3:44
13. Waiting Man — 6:26
14. Sleepless — 6:08
15. Larks' Tongues in Aspic (Part II) — 7:54
16. Discipline — 5:04
17. Heartbeat — 5:15
18. Elephant Talk — 8:56

## Учасники запису
- Роберт Фріпп — гітара, вокал
- Білл Бруфорд — ударні
- Адріан Белью — ударні, гітара, вокал
- Тоні Левін — бас